# Dutchbat
UNPROFOR DUTCHBAT (akronim od nl. Dutch Batallion, ofic. nl. 1(NL)VN Infanteriebataljon) – batalion sił pokojowych Sił Ochronnych Organizacji Narodów Zjednoczonych (UNPROFOR) wystawiony przez Królewska Armię Holenderską. 
Zadaniem oddziału było utrzymywanie pokoju i ochrona strefy bezpieczeństwa w muzułmańskiej enklawie w Srebrenicy podczas wojny domowej w Bośni i Hercegowinie (1992–1995).

## Dowódcy
| Zmiana       | Dowódca             | Wystawiająca                       |
| ------------ | ------------------- | ---------------------------------- |
| DUTCHBAT I   | ppłk Chr. Vermeulen | 11 Brygada Aeromobilna (11 Infbat) |
| DUTCHBAT II  | ppłk P. Everts      | 11 Brygada Aeromobilna (12 Infbat) |
| DUTCHBAT III | ppłk Thom Karremans | 11 Brygada Aeromobilna (13 Infbat) |
| DUTCHBAT IV  | mjr R. Engbersen    | 13 Brygada Lekka (42 Infbat)       |

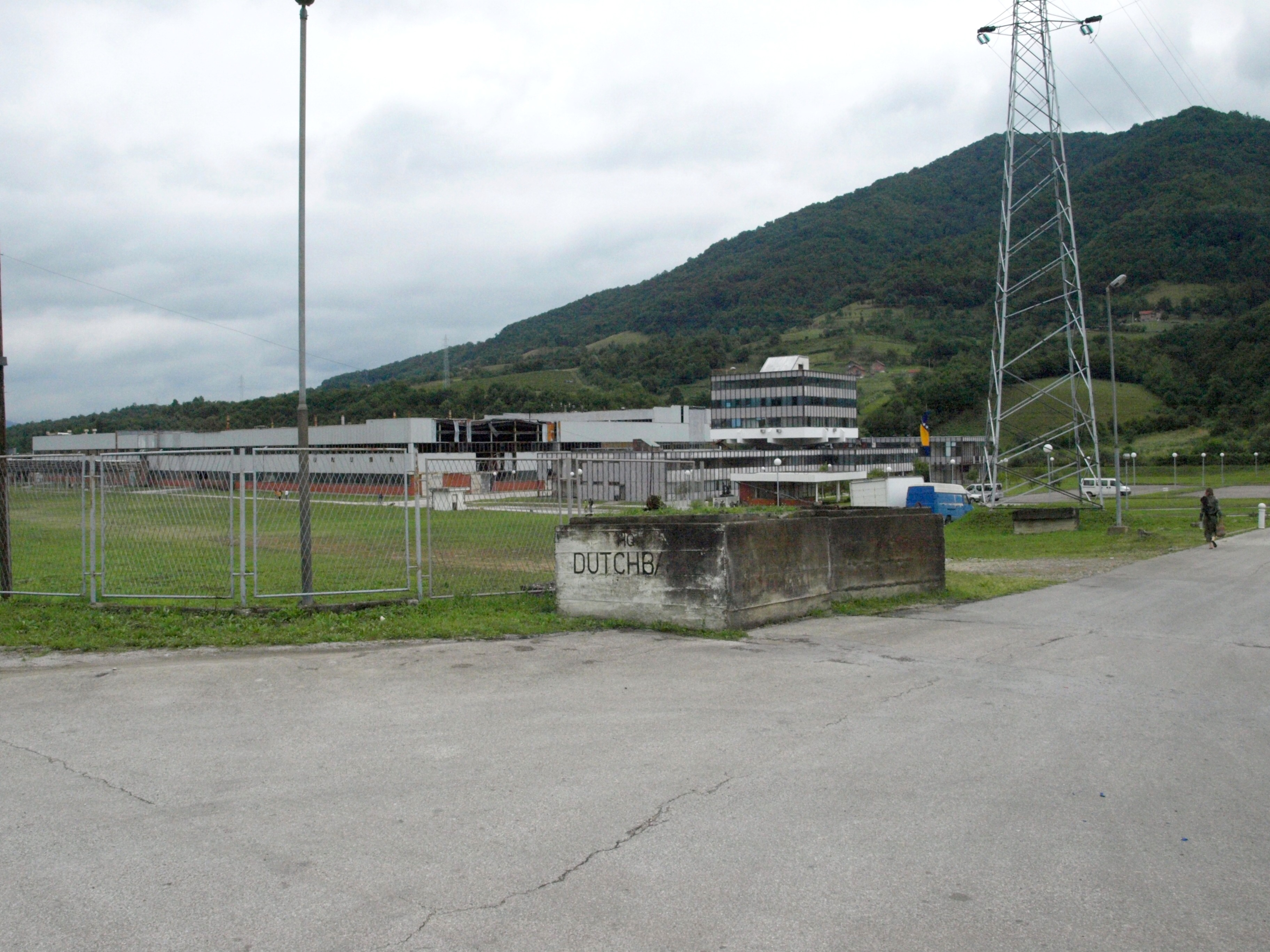
Była baza DUTCHBAT
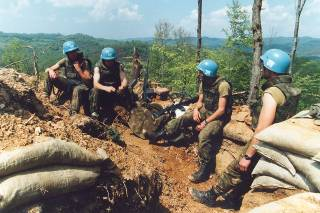
Żołnierze Dutchbat
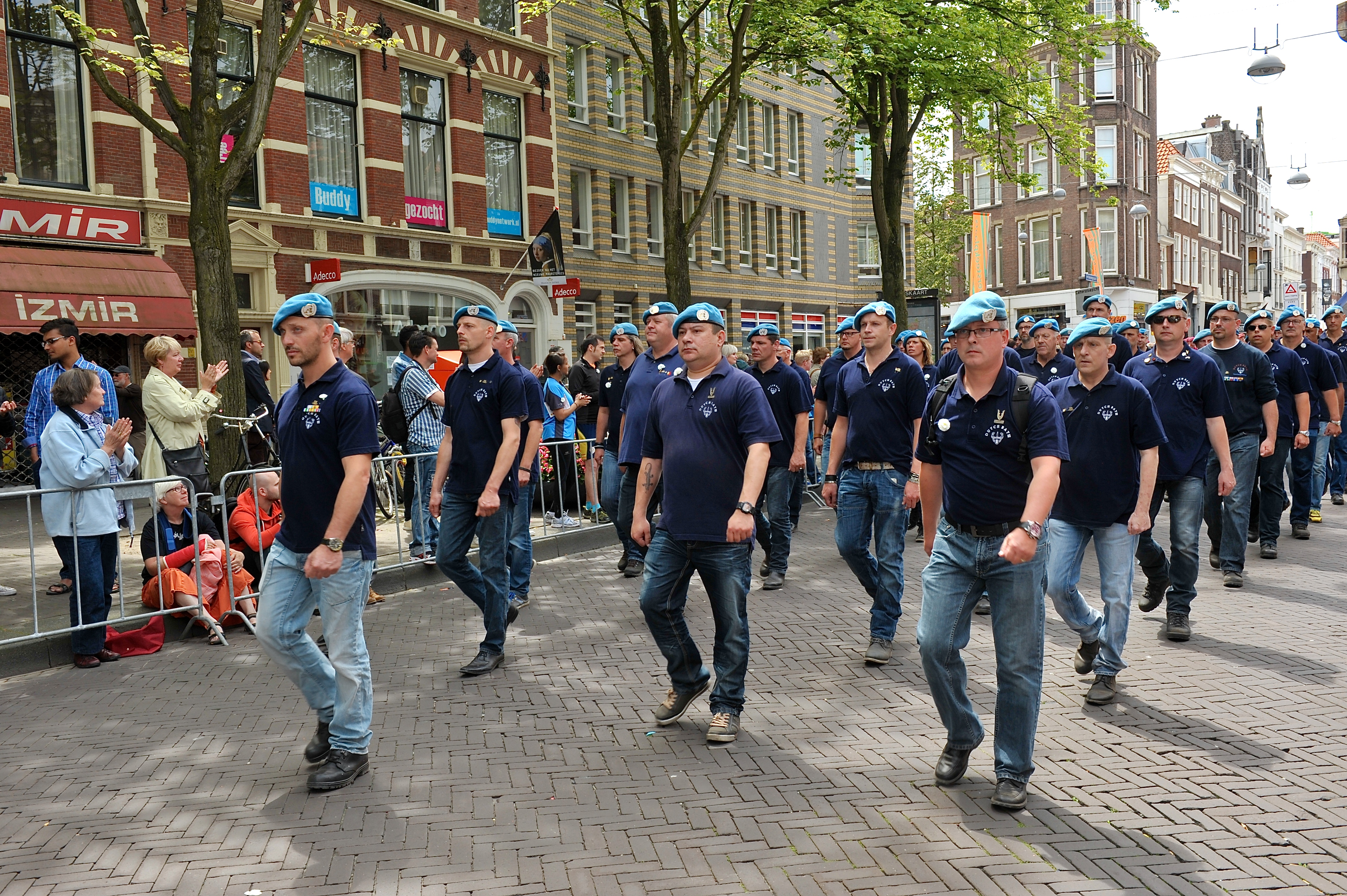
Dutchbat III podczas Dnia Weterana (2014)